# Смирнова, Валентина Васильевна
Валентина Васильевна Смирнова (13 января 1931, Родниковский район, Ивановская область — 12 января 2005, село Парское, Родниковский район, Ивановская область) — оператор машинного доения совхоза «Парский», Родниковский район Ивановской области.

## Биография
Родилась 13 января 1931 года в деревне Немково Родниковского района Ивановской области в крестьянской семье. Русская. Образование 7 классов. Учёбу продолжила в школе фабрично-заводского обучения при комбинате «Большевик» в городе Родники, получила профессию ровничницы.
В июле 1947 года начала трудовую деятельность на прядильной фабрике комбината «Большевик». В январе 1956 года вышла замуж, стала Смирновой и переехала в деревню Деменово. Стала работать дояркой в колхозе «Путь к свету».
С 1965 года, после объединения колхозов в крупные хозяйства, продолжала работать дояркой, оператором машинного доения на Деменовской молочно-товарной ферме совхоза «Парский». Со временем в совершенстве овладела новой профессией, обслуживала до 26 коров, только за годы 11 пятилетки она получила от своей группы коров 400 литров первосортного молока.
Указами Президиума Верховного Совета СССР от 14 февраля 1975 года, 13 марта 1981 года и 29 августа 1986 года Смирнова Валентина Васильевна награждена орденами Трудовой Славы 3-й, 2-й и 1-й степеней. Стала полным кавалером ордена Трудовой Славы.
Последние годы жила в селе Парское Родниковского района.
Скончалась на 74-м году жизни 12 января 2005 года.
Похоронена на кладбище села Парское.
Награждена орденами Трудовой Славы 1-й, 2-й и 3-й степеней, медалью «За трудовую доблесть».